# Elaninae
Gli Elanini (Elaninae Blyth, 1851) sono una sottofamiglia di uccelli della famiglia degli Accipitridi. Sono dei piccoli rapaci dalle ali lunghe, specializzati nella caccia ai roditori.

## Distribuzione e habitat
Il nibbio bianco (Elanus caeruleus) è diffuso nei territori aperti dell'Africa, dell'India e dell'Indocina, nonché in talune zone dell'Indonesia; il nibbio bianco australiano (E. axillaris) e il nibbio aliscritte (E. scriptus) vivono entrambi nelle regioni interne dell'Australia, e il nibbio codabianca (E. leucurus) vive in alcune regioni del Nord e del Sudamerica. Il nibbio codadiforbice (Chelictinia riocourii) è diffuso dal Senegal all'Etiopia, mentre il nibbio di Swainson (Gampsonyx swainsonii) vive ai margini delle foreste e nelle savane aperte del Nicaragua occidentale e del Sudamerica.

## Tassonomia
Questa sottofamiglia comprende 3 generi e 6 specie:
- Genere Elanus Savigny, 1809
  - Elanus caeruleus (Desfontaines, 1789) - nibbio bianco;
  - Elanus axillaris (Latham, 1801) - nibbio bianco australiano;
  - Elanus leucurus (Vieillot, 1818) - nibbio codabianca;
  - Elanus scriptus Gould, 1842 - nibbio aliscritte.
- Genere Gampsonyx Vigors, 1825
  - Gampsonyx swainsonii Vigors, 1825 - nibbio di Swainson.
- Genere Chelictinia Lesson, 1843
  - Chelictinia riocourii (Temminck, 1821) - nibbio codadiforbice.

Nel 1851 lo zoologo britannico Edward Blyth elevò per la prima volta gli Elanini, i «nibbi dagli artigli lisci», come una sottofamiglia degli Accipitridi. Tuttavia, le specie appartenenti a questo gruppo sono state classificate anche tra gli Accipitrini, la numerosa sottofamiglia di sparvieri e di aquile descritta dall'ornitologo francese Louis Pierre Vieillot nel 1816.
Vigors, nel 1824, raggruppò assieme le specie appartenenti ai generi Elanus e Milvus nella «stirpe Milvina», i nibbi veri e propri. Inizialmente, con i termini italiano «nibbio» e greco iktinos venivano indicate esclusivamente le specie del genere Milvus, vale a dire il nibbio reale e il nibbio bruno. Lo studioso classificò all'interno di Elanus tre specie: E. melanopterus, E. furcatus ed E. riocourii. Tuttavia, notò che le ultime due specie avevano code più marcatamente forcute e probabilmente non avevano artigli arrotondati nella parte posteriore.
Nel 1931, Peters revisionò la sottofamiglia degli Elanini, classificando al suo interno le specie appartenenti ai generi Elanus, Chelictinia e Macheiramphus. Inserì Elanoides tra i Pernini e Gampsonyx tra i falchi nani della sottofamiglia Poliieracini. Negli anni '50, alcuni autori scoprirono, sulla base di caratteristiche morfologiche e dell'andamento della muta, che Gampsonyx era imparentato più con Elanus che con i falchi.
Lerner e Mindell descrivono gli Elanini in questi termini: «Nibbi noti per avere un rilievo osseo sopra l'occhio; Elanus è cosmopolita, Gampsonyx è limitato al Nuovo Mondo e Chelictinia è diffuso in Africa». Questa descrizione contrasta con quella riguardante i Pernini: «Nibbi diffusi prevalentemente ai tropici e specializzatisi in una dieta a base di insetti e larve di api o di vespe, tutti privi del rilievo osseo sopra l'occhio presente negli Elanini».
L'analisi delle sequenze di alcuni marcatori genetici mitocondriali indica che almeno alcuni Elanini si sono differenziati presto dal resto degli Accipitridi. Wink e Sauer-Gurth hanno scoperto che le specie di Elanus sono meno imparentate con essi di quanto non lo siano il falco pescatore e il serpentario (che vengono spesso classificati in famiglie distinte), ma hanno notato che questa differenza non è particolarmente marcata. Tuttavia, Lerner e Mindell hanno riscontrato che il falco pescatore è meno imparentato con gli Accipitridi delle specie del genere Elanus, ma anche loro hanno notato che Elanus leucurus è una forma basale rispetto agli altri Accipitridi.
Lerner e Mindell hanno inoltre dimostrato che Elanoides forficatus appartiene ai Pernini, proprio come la specie tipo del gruppo Pernis apivorus e gli endemismi australiani Lophoictinia e Hamirostra.